# いちご白書
『いちご白書』（いちごはくしょ、原題：The Strawberry Statement）は、アメリカ合衆国の作家、ジェームズ・クネンによる1969年のノンフィクションおよび、同書を原作にした1970年のアメリカ映画。

## 書籍
著者が19歳の時に書かれ、コロンビア大学での1966年から1968年までの体験、特に1968年の抗議行動（1968 Columbia University protests）および学生抗議者による学部長事務所の占拠についての年代記となっている。
『いちご白書』という題名は、コロンビア大学の学部長ハーバート・A・ディーンの発言に由来する。ディーンは大学の運営についての学生の意見を、学生たちがイチゴの味が好きだと言うのと同じくらい重要さを持たないものとして見下した。ディーンは事実が間違った形で引用されたとしばしば述べている。学内ラジオ放送局WKCR-FMによる1988年のインタビューによれば、彼にとって大学のポリシーに対する学生の意見は重要であるものの、もし理にかなった説明がないものなら、彼にとっては「イチゴが好きな学生が多数派か否か以上の意味を持たない」、というのが彼の主張である。

## 映画
クネンの著書を元に、1960年代の学生闘争を描いたフィクション映画が製作された。1970年6月15日に公開。カンヌ国際映画祭審査員賞を受賞したが、アメリカでは興行的に振るわなかった。日本では『イージー・ライダー』『俺たちに明日はない』などと並ぶ、アメリカン・ニューシネマの人気作品となった。
主題歌はバフィ・セント＝メリーの「サークル・ゲーム」（作詞・作曲：ジョニ・ミッチェル）。

### ストーリー
ウエスタン大学では、予備役将校訓練課程校舎建設に対する抗議が起こり、一部の学生や教員が校舎に籠城しての紛争を開始したことで、すべての講義が停止していた。大学近くの体育会寮で暮らすボート部員のサイモンは退屈に耐えかね、ある日好奇心から、占拠された校舎のひとつである学部長事務所に飛び込む。食料の調達係に任命されたサイモンは女子学生のリンダと知り合い、ともにデモや演説会に参加するうち、彼女との仲を深めていく。保守派のボート部員・ジョージはサイモンに反感を抱き、彼を殴りつけるなどするが、やがて紛争に同調し、サイモンよりも熱心になっていく。
ある日サイモンとリンダは郊外の公園で黒人ギャングに絡まれ、サイモンが大事にしていた8mmカメラを壊される。サイモンは学生運動が保護や同情の対象にしている人々から、自分たちが理解を得られていないことをさとるとともに、暴力の前にあらゆる意見が消えてしまうことを痛感し、仲間たちに不満を吐露する。
やがて大学側は、警察および州兵を動員しての実力行使を決定する。各校舎の学生たちは次々に排除され、講堂に追い詰められる。この際、ジョージが大学側の学生に激しい暴行を受けて重傷を負い入院したのをきっかけに、サイモンは、暴力の応酬が先鋭化するのを防ごうと、学部長に直接かけ合おうとするなど奔走するが、実を結ばないまま当局の突入を迎える。非暴力を示すために床に伏せて「平和を我等に」を歌う学生たちに、当局は催涙ガスを噴射し、警棒で殴りつけながら引きずり出していく。リンダが警棒で殴られ、血を流したのを見たサイモンは激怒し、警官隊へ飛びかかっていく（ラストシーン、飛び上がったサイモンのストップモーションが有名だが、直後警官隊に取り押さえられて伸びる手だけが見えるシーンで本編が終わる）。

### スタッフ
- 監督：スチュアート・ハグマン（英語版）
- 製作：アーウィン・ウィンクラー、ロバート・チャートフ
- 脚色：イスラエル・ホロヴィッツ（英語版）
- 原作：ジェームズ・クネン（英語版）
- 撮影：ラルフ・ウールジー（英語版）
- 美術：ジョージ・W・デイヴィス（英語版）、プレストン・エイムズ（英語版）
- 編集：マージョリー・ファウラー（英語版）、フレドリック・スタインカンプ、ロジャー・Ｊ・ロス
- 音楽：イアン・フリーベアン＝スミス（英語版）
- 主題歌：バフィ・セント＝メリー（英語版）「サークル・ゲーム」

### キャスト
| 役名                 | 俳優                     | 日本語吹替                    |
| 役名                 | 俳優                     | 東京12ch版                    |
| -------------------- | ------------------------ | ----------------------------- |
| サイモン             | ブルース・デイヴィソン   | 富山敬                        |
| リンダ               | キム・ダービー           | 岡本茉莉                      |
| ボート部のエリオット | バッド・コート           | 田中秀幸                      |
| ジョージ             | マーレイ・マクロード     | 野島昭生                      |
| オルグのエリオット   | ボブ・バラバン           | 田中亮一                      |
| チャーリー           | ダニー・ゴールドマン     |                               |
| ルーカス             | ブッカー・ブラッドショー | 石丸博也                      |
| スウォッチ           | マイケル・マーゴッタ     | 仲木隆司                      |
| 生徒会長             | ジェームズ・クネン       |                               |
| 食料品店主           | ジェームズ・ココ         |                               |
| ベントン教授         | イスラエル・ホロヴィッツ |                               |
| 不明 その他          |                          | 嶋俊介 増岡弘 玄田哲章        |
| 日本語スタッフ       |                          |                               |
| 演出                 |                          |                               |
| 翻訳                 |                          |                               |
| 効果                 |                          |                               |
| 調整                 |                          |                               |
| 制作                 |                          |                               |
| 解説                 | 解説                     | 南俊子                        |
| 初回放送             | 初回放送                 | 1976年1月8日 『木曜洋画劇場』 |

### サウンドトラック
公開同年に発売されたサウンドトラック盤（MGM 2SE-14ST）の収録曲は以下の通り。
1. バフィ・セント＝メリー（英語版）「サークル・ゲーム」
2. イアン・フリーベアン＝スミス（英語版） & MGMスタジオ・オーケストラ「Market Basket」
3. ニール・ヤング「ダウン・バイ・ザ・リヴァー（英語版）」
4. クロスビー、スティルス&ナッシュ「ロング・タイム・ゴーン」
5. イアン・フリーベアン＝スミス & MGMスタジオ・オーケストラ「Cyclatron」
6. サンダークラップ・ニューマン「革命ロック (Something In The Air)」
7. ベルリン・フィルハーモニー管弦楽団（カール・ベーム指揮）「ツァラトストラはかく語りき」
8. ニール・ヤング「ローナー（英語版）」
9. イアン・フリーベアン＝スミス & MGMスタジオ・オーケストラ「Coit Tower」
10. レッド・マウンテン・ジャグ・バンド（英語版）「フィッシン・ブルース（英語版）」
11. イアン・フリーベアン＝スミス & MGMスタジオ・オーケストラ「協奏曲二短調」
12. クロスビー、スティルス、ナッシュ&ヤング「ヘルプレス」
13. イアン・フリーベアン＝スミス & MGMスタジオ・オーケストラ「『いちご白書』のテーマ (Pocket Band)」
14. キャスト「平和を我等に」

- サントラ盤未収録の主な挿入歌
  - クロスビー、スティルス、ナッシュ&ヤング「僕達の家」
  - クロスビー、スティルス&ナッシュ「組曲: 青い眼のジュディ」